# Happy End (film, 2015)
Happy End je český krátký animovaný film režiséra Jana Sasky z roku 2015. Jedná se o jeho studentský film, se kterým v nehotové verzi absolvoval na Fakultě multimediálních komunikací Univerzity Tomáše Bati ve Zlíně a později v upravené podobě i na FAMU. Původní verze byla uvedena na Anifilmu, novější měla premiéru v květnu 2016 na Quinzaine des réalisateurs v rámci festivalu v Cannes. V Česku byl promítán jako součást pásma pěti animovaných filmů True Love.
Film byl nominován na Cenu Magnesia za nejlepší studentský film v rámci cen Český lev 2015 a byl v užším výběru deseti kandidátů na Oscara.